# Cement - Fino all'ultimo colpo
Cement - Fino all'ultimo colpo (Cement) è un film del 1999, debutto alla regia dell'attore Adrian Pasdar. È conosciuto anche con il titolo alternativo Cement - Lenta vendetta.

## Trama
Bill e Nin sono due poliziotti convertiti alla malavita e dediti alle droghe. Quando uno dei due, trova Sean Rickhart a letto con la fidanzata, la sensuale dark lady Lyn, in preda alla rabbia, lega Sean ad uno scheletro di un pilone di cemento e lentamente lo riempie di cemento con Sean all'interno. Ma Sean è il figlio di uno dei più importanti gangster della zona. La guerra tra le gang rivali non tarda ad arrivare, dando vita ad una sanguinosa spirale di violenza.The world of the King.

## Produzione
- Adrian Pasdar e Sherilyn Fenn avevano già lavorato assieme nel film tv che trattava la vita di Elizabeth Taylor, mentre Chris Penn, era al fianco della Fenn nel film The Wild Life, debutto cinematografico dell'attrice.

## Riconoscimenti
- Audience Award
- Grand Award